# Ninja Gaiden (2004)
Ninja Gaiden – gra komputerowa z gatunku hack and slash wyprodukowana przez Team Ninja na konsolę Xbox. Została wydana przez Tecmo 2 marca 2004 roku, gra doczekała się dwóch remaków, Ninja Gaiden Black i Ninja Gaiden Sigma. Gra opowiada o historii Ryu Hayabusy, mistrza ninja, który chcę odzyskać skradziony miecz oraz pomścić zniszczenie swojego klanu.

## Rozgrywka
Gra jest typowym hack and slashem z widokiem trzecioosobowym, gracz kontrolujący głównego bohatera - Ryu, musi dotrzeć do końca poziomu niszcząc po drodze nacierające hordy wrogów. Oprócz zwykłych przeciwników występujących na etapach, co kilka pojawiają się również bossowie. Gra posiada także system rozwoju postaci - w miarę rozwoju akcji gry, Ryu poznaje nowe umiejętności, dzięki którym skuteczniej radzi sobie z przeciwnikami. 
W grze pojawiają się również elementy zręcznościowe, główny bohater musi wykonywać liczne, niebezpieczne skoki, a także omijać pojawiające się przeszkody.
Gracz ma do dyspozycji spory arsenał broni białej, którą można ulepszać, a także liczne śmiercionośne magiczne zaklęcia.

## Fabuła
Ryu szuka zemsty na Imperium Vigor, które doprowadziło do uśmiercenia całego jego klanu. Główny bohater walczy z wrogim imperium, okazuje się, że na końcu swojej walki musi pokonać dowodzącego wrogimi armiami Świętego Imperatora, a także zdobyć magiczny miecz Ryuken, który został skradziony przez wrogów.
Fabuła gry inspirowana jest, tą z gier Ninja Gaiden na konsolę Nintendo Entertainment System. Akcja gry toczy się przed wydarzeniami z tych gier i tworzy z nimi jednolitą całość.

## Odbiór
Gra została bardzo dobrze przyjęta, zarówno przez społeczność, jak i ekspertów z branży gier video, popularność gry spowodowała wydanie dwóch remaków, które również cieszyły się sporym uznaniem. Gracze cenili sobie przed wszystkim, nawiązanie do korzeni serii, ale także bardzo wymagający poziom trudności, ciekawy system walki, rozwoju postaci i oprawę audiowizualną.